# Gianmarco Sansone
Gianmarco Sansone (Florencia, 10 de abril de 2000) es un deportista italiano que compite en natación, especialista en el estilo mariposa. Ganó una medalla de bronce en el Campeonato Mundial de Natación de 2024, en la prueba de 4 × 100 m estilos.

## Palmarés internacional
| Campeonato Mundial | Campeonato Mundial | Campeonato Mundial | Campeonato Mundial |
| Año                | Lugar              | Medalla            | Prueba             |
| ------------------ | ------------------ | ------------------ | ------------------ |
| 2024               | Doha (Catar)       | Medalla de bronce  | 4 × 100 m estilos  |